# Manlio Candrilli
Manlio Candrilli (Villarosa, 25 marzo 1893 – Brescia, 1º settembre 1945) è stato un militare, industriale, politico e questore italiano.

## Biografia
Combattente di tre guerre (Grande guerra, riconquista della Libia, 1921, conquista dei Sultanati Somali, 1925-1927); invalido di guerra in seguito a ferita riportata in combattimento ad Hordis (Somalia Settentrionale), decorato di Medaglia di bronzo al valor militare e di Croce di guerra al valor militare.
Fu Podestà di Villarosa dal 1934 al 1942. In questo periodo svolse l'attività di industriale zolfifero: nominato "esperto per lo zolfo" alla Corporazione, è stato tra l'altro autore di due pubblicazioni, Lo zolfo alla Corporazione (Bellotti, Palermo, 1938) e L'Ente Nazionale Zolfo - soluzione integrale del problema zolfifero (Bellotti, Palermo, 1939). Membro della Camera dei deputati del Regno d'Italia dal 1939 al 1943 (XXX legislatura del Regno d'Italia).
Successivamente divenne Consigliere Nazionale e Segretario Federale del Partito Nazionale Fascista a Catanzaro e ad Agrigento (1942-1943). 

Richiamato sotto le armi dopo il 25 luglio (momento dell'arresto di Mussolini e primo governo Badoglio) venne assegnato come maggiore al 50º Reggimento Bersaglieri di stanza a Siena.
Dopo l'8 settembre aderì alla Repubblica Sociale Italiana e venne nominato Questore di Brescia, carica che ricoprì dal 16 novembre 1943 al 25 aprile 1945.

Preso prigioniero il 25 aprile 1945 da elementi partigiani a Como, fu tradotto a Brescia per essere sottoposto a processo da una Corte d'assise Straordinaria. Venne condannato alla pena della fucilazione per collaborazionismo e altre imputazioni secondarie dalla Corte d'Assise Speciale di Brescia con sentenza 13 giugno 1945. Ipotesi vogliono che sia stato fucilato per pressioni inglesi, tant'è che il maggiore Falck del SOE era presente all'esecuzione, in quanto a conoscenza di incontri segreti fra Mussolini e certi emissari di Churchill avvenuti nel 1944 sul Lago d'Iseo.

Morì a Brescia al poligono di tiro in località Mompiano in seguito a fucilazione il 1º settembre 1945, alle ore 6.10 del mattino.

Riposa nel cimitero comunale di Villarosa in provincia di Enna.

Il 27 novembre 1959 è stata emessa una sentenza di annullamento post-mortem della condanna a morte e di relativa riabilitazione a firma della Corte di cassazione:
«È stata annullata la sentenza emessa in data 13 giugno 1945 dalla Corte Straordinaria d'Assise di Brescia sul punto dell'affermata responsabilità dell'ufficiale per i fatti di omicidio e sevizie efferate, per non averli commessi. Il Supremo Collegio ha dichiarato di riflesso estinto, ai sensi dell'art. 3 del D.P. 22.06.1946 n° 4, per effetto di amnistia, il delitto di collaborazionismo militare, per cui ebbe a seguire la condanna. È stato annullato il D.P. 22.03.1956 con il quale l'ufficiale incorse nella perdita del grado per condanna a decorrere dal 06.07.1945 nonché nella degradazione ai sensi dell'art. 28 C.P.M.P. (D.P. 15 marzo 1961 in C.P. Registrato alla Corte dei Conti il 06.06.1961, reg. 60, f. 20). Assolto post mortem dalla Corte di Cassazione il 27 novembre 1959.»

## Onorificenze
Medaglia di bronzo al valor militare decorato il 20 aprile 1928
Croce di guerra al valor militare decorato il 10 giugno 1923

## Curiosità
Secondo uno storico si distinse in particolare per la spietata caccia agli ebrei, altri invece dissentono dalle accuse, infatti negli atti di condanna a morte di Candrilli il problema degli arresti e della deportazione di ebrei quasi neppure appare.